# Lagoa (Paraíba)
Lagoa is een gemeente in de Braziliaanse deelstaat Paraíba. De gemeente telt 4949 inwoners (schatting 2009).
De gemeente grenst aan Bom Sucesso (15 Km), Jericó (11 Km), Mato Grosso (17 Km), Paulista (31 Km), Pombal (26 Km), São Francisco (23 Km) en Santa Cruz (17,5 Km).